# Arthur I. (Bretagne)
Arthur I. (* 13. April 1187; † 3. April 1203) war der nach dem Tod seines Vaters geborene Sohn von Gottfried II., Herzog von Bretagne, und Konstanze von der Bretagne und der designierte Erbe des englischen Throns als Nachfolger von Richard Löwenherz.

## Leben
Als Richard auf dem Dritten Kreuzzug war, regierte Konstanze für ihren Sohn, den sie 1194 zum Herzog ausrufen ließ, mit größerer Unabhängigkeit. Nachdem Richard die Vormundschaft über Arthur für sich beanspruchte und im April 1196 in der Bretagne intervenierte, überantwortete Konstanze ihre beiden Kinder dem Hof König Philipps II. von Frankreich, der so als deren Beschützer auftrat. In Paris wurde Arthur gemeinsam mit dem Prinzen Ludwig VIII. erzogen, die fortan freundschaftlich miteinander verbunden waren.
Als Richard 1199 starb und sein Bruder Johann Ohneland die Nachfolge für sich reklamierte, weigerte sich ein großer Teil des französischen Adels, ihn anzuerkennen. Sie maßen dem Erbrecht Arthurs ein größeres Gewicht bei, da dessen Vater ein älterer Bruder Johanns war. Nachdem 1202 der Konflikt zwischen Johann und Philipp II. erneut offen ausbrach, belehnte letzterer Arthur neben der Bretagne auch mit dem Anjou, Maine und Poitou. Arthur marschierte daraufhin in Poitou ein, um die Belehnung auch militärisch durchzusetzen, und nahm die Belagerung von Mirebeau auf, in das sich seine Großmutter Eleonore von Aquitanien geflüchtet hatte. Hier wurde Arthur jedoch am 31. Juli 1202 von König Johann bei der Belagerung überrascht, gefangen genommen und in Falaise unter der Aufsicht von Hubert de Burgh eingekerkert. Im folgenden Jahr wurde er von William de Braose nach Rouen überführt, wo er im April des Jahres unter ungeklärten Umständen verschwand.
Die Geschichte seines Verschwindens gab zu verschiedenen Geschichten Anlass. Eine war, dass Arthurs Wärter sich davor fürchteten, ihn zu töten, so dass König Johann dies selbst machte und seinen Körper anschließend in die Seine warf. Die Annalen der Abtei Margam hingegen liefern den folgenden Bericht über Arthurs Tod:
Nachdem König Johann Arthur gefangen genommen und ihn lebend für einige Zeit im Gefängnis festgehalten hatte, schließlich in der Burg von Rouen, erschlug er ihn nach dem Abendessen am Donnerstag vor Ostern, als er betrunken und vom Teufel besessen war (ebrius et daemonio plenus), mit eigener Hand, band den Körper an einen schweren Stein und warf ihn in die Seine. Er wurde von einem Fischer in seinem Netz gefunden, auf eine Sandbank geschleppt und erkannt, und aus Angst vor dem Tyrannen zur geheimen Beerdigung in die Priorei Notre-Dame-des-Prés der Abtei Le Bec gebracht.
William de Braose stieg nach Arthurs Verschwinden so stark in Johanns Gunst, dass er der Komplizenschaft verdächtigt wurde, und tatsächlich klagte Williams Frau Maud de Braose König Johann viele Jahre später und nach Streit mit dem König des Mordes an Arthur an, woraufhin Maud und ihr ältester Sohn ins Gefängnis geworfen wurden, wo sie einer zeitgenössischen Quelle zufolge verhungerten. William floh nach Frankreich, wo er vermutlich ein Papier zum Tod Arthurs verfasste, von dem jedoch kein Exemplar gefunden wurde.
Mit Arthurs Tod ging sein Anspruch auf den Plantagenet-Thron auf seine ältere Schwester Eleonore („Fair Maid of Brittany“) über. Dies sollte ihr zum Verhängnis werden, da Eleonore ebenfalls bei Mirebeau in die Gefangenschaft Johanns geriet, der sie in Corfe Castle einsperren ließ. Dort verblieb sie auch unter der Herrschaft ihres Vetters Heinrich III., da der ihre Rechte ebenfalls als Bedrohung seiner eigenen Ansprüche auffassen musste, und starb dort 1241. Die Nachfolge in der Bretagne trat stattdessen Arthurs und Eleonores Halbschwester Alix von Thouars an.

## Arthur in der Literatur
Arthurs Tod ist ein zentraler Bestandteil von Shakespeares Schauspiel König Johann, in dem Arthur als Kind dargestellt wird, dessen Unschuld Hubert de Burgh davon abhält, ihn in Johanns Auftrag zu ermorden. Arthur stirbt wenig später auf der Flucht.
Darüber hinaus:
- Auguste Brizeux: La chasse du Prince Arthur (19. Jahrhundert)
- Frederick Rolfe ('Baron Corvo'): Hubert’s Arthur, 1935 von A. J. A. Symons veröffentlicht
- Gertrud von le Fort: Das Gericht des Meeres, (Erzählung, 1943)

## Arthur in der Musik
- Joseph-Guy Ropartz: La Chasse du Prince Arthur, symphonisches Gedicht (1912) nach Brizeux
- Die bretonische Folkrockband Tri Yann schrieb ein Lied über Arthur, der Text kann hier nachgelesen werden: Antiwar Songs (AWS) – Arthur Plantagenest (der Text ist in Mittelfranzösisch und scheint einem anonymen Manuskript wohl aus der Zeit um 1400 zu entstammen).